# Grève des mineurs au Royaume-Uni de 1969
La grève des mineurs britanniques de 1969 désigne une grève sauvage non-victorieuse, qui débuta le 13 octobre 1969 dans 140 des 307 mines appartenant au National Coal Board, l'entreprise minière nationalisée, y compris toutes les mines de la région du Yorkshire, à l'initiative d'une minorité militante du syndicat des mineurs. 
Après deux semaines de conflit, un scrutin sur la grève est organisé et perdu par le syndicat, amenant une reprise du travail, certaines des fosses l'effectuant avant d'autres. Au début de la grève, des négociations salariales étaient en cours entre le NCB et le Syndicat national des mineurs. Bien que cela ne soit pas la cause initiale du différend, cela devient essentiel en cours de route.

## Contexte et origine
Au cours des années 1960, l'emploi dans les mines de charbon avait chuté de près de 400 000 salariés avec peu de résistance de la part de la direction du NUM, le syndicat des mineurs, mais l'aile gauche du syndicat devenait plus influente et tirait sa force des protestations étudiantes.
Lorsque les mineurs ont organisé une manifestation à Londres pour soutenir leurs revendications salariales, de nombreux badauds ont été surpris de découvrir qu'il existe encore des mines de charbon en activité en Grande-Bretagne. La direction du syndicat alors assumée par Sidney Ford était considérée par de nombreux membres du syndicat comme ayant été trop passive et accommodante envers un gouvernement travailliste.
L'origine du conflit était les horaires de travail des ouvriers de surface, qui étaient souvent des mineurs plus âgés et plus trop capables de travailler sous terre. Les salaires étaient inférieurs et la durée du travail plus longue pour les emplois de surface que pour les travaux au fond. La conférence annuelle du NUM avait voté en juillet 1968 pour exiger que les heures de travail des travailleurs de surface soient réduites à sept heures et trois quarts, mais la direction du syndicat n'avait pas donné suite à ce vote.
Le syndicat avait évité de formuler des revendications auprès des gouvernements travaillistes depuis la Seconde Guerre mondiale, et il avait été largement inactif pendant une période de fermetures généralisées de mines sous le premier gouvernement travailliste d'Harold Wilson,.

## Événements

### Action le 11 octobre d'Arthur Scargill
Le 11 octobre, Arthur Scargill, jeune militant communiste, a dirigé un groupe de mineurs du Yorkshire pour faire pression en faveur d'une action au sein du conseil régional du syndicat dans le Yorkshire. Le président local, Sam Bullogh, a jugé qu'il avait la mauvaise attitude mais les délégués du conseil régional ont répondu en poussant ce dernier hors de la présidence locale et en votant pour une grève.

### Extension de la grève
En 48 heures, les 70 000 mineurs du Yorkshire étaient en grève. Dans d'autres bassins houillers militants, comme le Kent, le sud du Pays de Galles et l'Écosse, des débrayages ont suivi peu de temps après.
Les mineurs du Derbyshire et du Nottinghamshire, traditionnellement plus conservateurs, ont été la cible de groupes de militants du Yorkshire lorsqu'ils n'ont pas répondu à l'appel à la grève. Cette situation a été identifiée comme la première utilisation généralisée des piquets de grève volants, se déplaçant en autobus d'une mine à l'autre et même d'un bassin minier à l'autre.

### Réticences des responsables du NUM du Nottinghamshire
La majeure partie du nord du Derbyshire a été mise sous pression par des piquets de grève, mais seulement cinq fosses dans le Nottinghamshire ont été dans le même cas au cours de la semaine se terminant le 24 octobre 1969. Les responsables du NUM du Nottinghamshire, réticents à la grève, se sont plaints du « hooliganisme » de la part des piquets de grève volants et ont appelé à une présence policière.
Beaucoup de grévistes ont commencé à revendiquer un changement à la direction du NUM et ont créé des comités de grève pour contourner les organes syndicaux officiels.

### Actions des femmes au foyer de l'ouest du Yorkshire
Un groupe de femmes au foyer de Wakefield, dans l'ouest du Yorkshire, a refusé d'entreprendre des tâches ménagères jusqu'à ce que leurs maris retournent au travail. Le président du NCB, l'ancien député travailliste Alf Robens, a proposé de résoudre le conflit en concédant la réclamation salariale de 27 shillings et 6 pence (1,375 £) par semaine. Vic Feather, secrétaire général de la confédération interprofessionnelle des syndicats a négocié un retour au travail sur la base de l'augmentation salariale proposée par Robens mais en laissant inchangée la question des horaires de travail des travailleurs de surface, dans l'attente de futures négociations.

### Scrutin organisé et perdu par le syndicat
Le NUM a organisé un scrutin au sujet de cette offre salariale, en considérant que le report des problèmes des travailleurs de surface ne faisait que partie d'un ensemble déloyal à accepter : lors de ce scrutin, les mineurs n'ont pas eu la possibilité d'accepter la première, seulement de rejeter la seconde. Cependant, l'ensemble a été accepté par 237462 voix contre 41322. La région du Yorkshire du NUM a recommandé que l'offre soit rejetée, mais même les mineurs du Yorkshire ont voté pour l'accepter par 72,3 % contre 27,6 %.

## Conséquences et analyses

### Pertes financières
La NCB a perdu 15 millions de livres sterling et 2,5 millions de tonnes de charbon à la suite de la grève.

### Enquête Wilberforce de 1972
L'enquête Wilberforce, qui a suivi une grève officielle en 1972, a conclu que les mineurs de la fin des années 1960 avaient été surchargés de travail et sous-payés en vertu du National Power Loading Agreement du premier gouvernement Wilson.

### Tournant amenant le NUM a une approche plus militante
La grève a été considérée par certains comme un tournant, amenant le NUM a adopter une approche plus militante, en particulier dans la région du Yorkshire, où de nombreux responsables ont été évincés et remplacés par des gauchistes,.
Les affrontements de 1969 ont été perçus comme un prélude, quinze ans avant, au mouvements parfois agressifs lors de la grève de 1984-1985 dans les mines.

### Etude d'Andrew Taylor consacrée au NUM du Yorkshire
Dans son étude consacrée au NUM du Yorkshire, Andrew Taylor donne cinq raisons pour lesquelles la région du Yorkshire s'est alignée sur les zones militantes du Kent, de l'Écosse et du sud du Pays de Galles au cours des années 1960 :
- En tant que grande région, le Yorkshire a toujours eu quelques zones militantes (par exemple autour de Doncaster) mais aussi des zones opposées au militantisme. Les éléments militants sont devenus plus importants à la fin des années 1960, lorsque la direction modérée du NUM n'a pas réussi à obtenir des concessions du premier gouvernement Wilson.
- Les fermetures de fosses dans le Yorkshire étaient rares avant le milieu des années 1960. Ils ont eu un impact psychologique important une fois commencés.
- Le National Coal Board a réorganisé ses régions au cours des années 1966-1967, de sorte que le Yorkshire a été divisé en quatre zones administratives. Alors que le NUM conservait la structure d'une zone pour le Yorkshire, un système de panels s'est développé pour négocier avec le NCB, ce qui a donné de plus grandes opportunités aux groupes militants de certains districts d'aller à l'encontre de la direction du NUM.
- En vertu du National Power Loading Agreement, les salaires ne variaient plus d'une mine à l'autre, de sorte que les mineurs étaient plus susceptibles de trouver une cause commune pour faire grève en cas de mécontentement concernant les salaires.
- Les dirigeants régionaux du Yorkshire ont mal évalué l'humeur des mineurs et n'ont pas réussi à anticiper la désillusion à l'égard des dirigeants nationaux[15].

### Abaissement de 66% à 55% du seuil d'approbation des grèves
L'action a donné lieu à des discussions sur le seuil de majorité des deux tiers fixé par le NUM pour décider d'une grève nationale,. Beaucoup ont fait valoir que ce montant était trop élevé et que l'action de 1969 aurait pu être mieux gérée autrement.
D'autres grèves non officielles ont eu lieu dans les mines militantes en 1970 après qu'un scrutin en faveur d'une action nationale ait obtenu une majorité d'action de 55 %, ce qui était trop faible pour que la grève soit autorisée et donc officielle. En 1971, le seuil de majorité pour une grève a été réduit à 55 %.

### Emergence du leader syndical Arthur Scargill
C'était la première fois que le futur leader syndical Arthur Scargill attirait l'attention au-delà de ses activités à Woolley Colliery, où il avait déjà organisé une grève locale au printemps 1960, le jour où se tenaient les réunions syndicales. Il a surnommé la grève « la révolution d'Octobre », en référence à l'événement historique soviétique du même nom et a déclaré en 1975 : « 69 a été responsable de la production de toutes les victoires à venir », allusion à la grève victorieuse de 1972, Arthur Scargill dirigeant ensuite le syndicat tout au long de la grève de 1984-1985.